# Amietia vertebralis
Amietia vertebralis är en groddjursart som först beskrevs av Hewitt 1927.  Amietia vertebralis ingår i släktet Amietia och familjen Pyxicephalidae. IUCN kategoriserar arten globalt som nära hotad. Inga underarter finns listade i Catalogue of Life.